# Rétay Kálmán
Hahódi Rétay Kálmán (Pest, 1865. október 10. – Budapest, 1946. február 2.) apát-plébános.

## Életútja
Rétay János és Riba Terézia fia. A budapesti kegyesrendi gimnáziumban tanult, a teológiát Egerben végezte. 1888. április 26-án szentelték pappá, ezután  Mátraballán, 1889-től Harsányban, 1890-től Detken, 1893-tól Jászárokszálláson, 1895-től Miskolc-Alsóplébánián volt káplán, 1898-tól borsodsziráki, 1909-től Miskolc-felsőplébániai plébános. 1923-ban poroszlói címzetes apáttá nevezték ki, majd 1940-ben vonult nyugdíjba.

## Irodalmi működése
1913. március 30-tól az Egyházi Műipar havilap szerkesztője és kiadója, 1910-től a Jótékonyság alkalmi emléklap szerkesztője; 1912. január 15. és 1922. december 15. között a Miskolci Kath. Egyh. Tudósító havilap alapító kiadója, 1912. január 15-től 1916. decemberéig szerkesztője, 1917. január 1-től 1922. december 15-ig főszerkesztője volt.
Álnevei és betűjegye: Censor; rk.; Sajóparti.

## Művei
- Jelentés a miskolci r.k. nőegylet 1897. é. működéséről. Miskolc, 1898.
- Hóvirág. Alkalmi lap. Szerk. Bottlik Józseffel. Uo., 1900.
- Jubileumi emlékkönyv a miskolc-felsővárosi Szt Anna egyházközség 100 é. fönnállása alk. Uo., 1928.
- A miskolc-felsővárosi Oltáregyes. szervezete és működése. Uo., 1929.  1900. I. 15-